# Supercopa de la CAF 2023
La Supercopa de la CAF 2023 fue la 32.ª edición de la Supercopa de la CAF, que enfrentó al Al-Ahly de Egipto, campeón de la Liga de Campeones de la CAF 2022-23, y al USM Alger de Argelia, campeón de la Copa Confederación de la CAF 2022-23.
El encuentro se disputó el 15 de septiembre de 2023 en el Estadio Rey Fahd de la ciudad de Riad, en Arabia Saudita.
USM Alger ganó su primer título de la Supercopa después de derrotar a Al-Ahly 1-0.

## Equipos participantes
En negrita ediciones donde el equipo salió ganador.
| Equipo    | Vía de clasificación                               | Participaciones previas                                              |
| --------- | -------------------------------------------------- | -------------------------------------------------------------------- |
| Al-Ahly   | Campeón de la Liga de Campeones de la CAF 2022-23  | 10 (1994, 2002, 2006, 2007, 2009, 2013, 2014, 2015, 2021-I, 2021-II) |
| USM Alger | Campeón de la Copa Confederación de la CAF 2022-23 | Debutante                                                            |

## Ficha del partido
| 15 de septiembre de 2023 | Al-Ahly | 0:1     | USM Alger         | Estadio Rey Fahd, Riad                                   |                                                          |
| 20:00                    |         | Reporte | Belaïd 43' (pen.) | Asistencia: 10 000 espectadores Árbitro(s): Pierre Atcho | Asistencia: 10 000 espectadores Árbitro(s): Pierre Atcho |

|  |  |

| POR           | 1  | Mohamed El Shenawy  |       |     |
| DEF           | 21 | Ali Maâloul         |       |     |
| DEF           | 5  | Ramy Rabia          |       |     |
| DEF           | 30 | Mohamed Hany        |       |     |
| DEF           | 24 | Mohamed Abdel Monem |       |     |
| MED           | 15 | Aliou Dieng         |       |     |
| MED           | 14 | Hussein El Shahat   | 79'   |     |
| MED           | 22 | Emam Ashour         | 79'   |     |
| MED           | 13 | Marwan Attia        | 64'   |     |
| DEL           | 7  | Kahraba             | 26'   | 79' |
| DEL           | 12 | Reda Slim           | 64'   |     |
| Cambios:      |    |                     |       |     |
| POR           | 31 | Mostafa Shobeir     |       |     |
| DEF           | 6  | Yasser Ibrahim      | 85'   |     |
| DEF           | 33 | Karim El Debes      |       |     |
| MED           | 19 | Mohamed Magdy       | 79'   |     |
| DEL           | 9  | Salah Mohsen        | 90+4' | 64' |
| DEL           | 23 | Percy Tau           | 64'   |     |
| DEL           | 27 | Taher Mohamed       | 79'   |     |
| Entrenador:   |    |                     |       |     |
| Marcel Koller |    |                     |       |     |

| POR                | 25 | Oussama Benbot         | 90+9' |     |
| DEF                | 19 | Saâdi Radouani         |       |     |
| DEF                | 15 | Nabil Lamara           | 90+2' |     |
| DEF                | 4  | Zineddine Belaïd       |       |     |
| DEF                | 21 | Adam Alilet            | 90+6' |     |
| MED                | 6  | Oussama Chita          | 67'   |     |
| MED                | 14 | Brahim Benzaza         | 84'   |     |
| MED                | 27 | Nour El Islam Fettouhi | 38'   | 67' |
| DEL                | 23 | Khaled Bousseliou      | 83'   |     |
| DEL                | 18 | Tumisang Orebonye      |       |     |
| DEL                | 7  | Ismail Belkacemi       | 79'   |     |
| Cambios:           |    |                        |       |     |
| POR                | 16 | Kamel Soufi            |       |     |
| DEF                | 20 | Hocine Dehiri          |       |     |
| MED                | 8  | Islam Merili           | 79'   |     |
| MED                | 10 | Sékou Konaté           | 83'   |     |
| MED                | 13 | Omar Embarek           | 70'   | 67' |
| MED                | 24 | Taher Benkhelifa       | 84'   |     |
| DEL                | 9  | Abdoulaye Kanou        | 67'   |     |
| Entrenador:        |    |                        |       |     |
| Abdelhak Benchikha |    |                        |       |     |

| Árbitros asistentes: Boris Ditsougo (Gabon) Karin Atizamboungou Fomo (Camerún) Cuarto árbitro: Issa Sy (Senegal) Video assistant referee: Maria Rivet (Mauritania) Adicionales VAR: Adel Zourak (Marruecos) | Reglas del partido - 90 minutos. - Tiros desde el punto penal si se mantiene la igualdad al final de los 90 minutos. - Nueve sustitutos nombrados, de los cuales podrán utilizarse hasta cinco. |

|                               |
| Bandera de Argelia            |
| Campeón USM Alger 1.er título |